# Theodor Fabricius
Theodor Fabricius, auch Fabritius, eigentlich Dietrich Smit (* 2. Februar 1501 in Anholt; † 15. September 1570 in Zerbst) war ein deutscher lutherischer Theologe und Reformator.

## Leben
Nachdem sein Vater, der Arbeiter Tilemann Smit (latinisiert: Faber - Schmied-), seine Mutter Johanna (geb. Wessel) verlassen hatte, durchlebte Fabricius keine schöne Kindheit. Durch Betteln und handwerkliche Tätigkeiten versuchte er, sich, seine Geschwister und seine Mutter bis zu ihrer Neuheirat zu ernähren. Dann absolvierte er eine Schuhmacherlehre, die er jedoch wegen Gelenkrheuma aufgeben musste. Erst mit 15 Jahren lernte er Lesen und Schreiben. Im Alter von 17 Jahren begann er daher die Schule in Emmerich und darauf folgend in Münster zu besuchen, um seine Kenntnisse zu erweitern. Fünf Jahre später immatrikulierte er sich an der Universität Köln. Da ihm die dortige scholastische Lehrmethode nicht zusagte, wechselte Fabricius 1522 an die Universität Wittenberg. Hier hörte er unter anderem Martin Luther, Philipp Melanchthon, Johannes Bugenhagen und Justus Jonas den Älteren. Kärglich sein Leben erhaltend, setzte er seine humanistischen Studien fort.
1527 kehrte er zurück nach Köln und konnte zunächst an der Universität die hebräische Sprache lehren. Aufgrund seiner evangelischen Gesinnung wurde er aus der Universität verdrängt. Er ging zunächst nach Jülich, heiratete dort und hielt deutsche Predigten. Von dort aus setzte er sich für die protestantischen Märtyrer Adolf Clarenbach (um 1497–1529) und Peter Fliesteden († 1529) ein. Dafür wurde er sieben Wochen mit Haft belegt und begab sich 1531 in die Dienste des Landgrafen Philipp von Hessen, wo er in verschiedenen Missionen eingesetzt wurde. 1533 ging er als Diakon in Kassel gegen die Täufer vor, war in Münster und Kleve tätig, wurde in Hamm in Haft gesetzt und vertrat den hessischen Kurs in der Kirchenpolitik. Als Feldprediger begleitete er 1535 seinen Landesherrn nach Württemberg, bis er 1536 eine Pfarrstelle in Allendorf/Werra annahm.
Da er seit 1540 die Doppelehe seines Dienstherrn verurteilte, wurde er verhaftet und erst 1542 wieder entlassen. Er kehrte nach Wittenberg zurück und erteilte ab 1543 als Professor der hebräischen Sprache Unterricht. Auf Empfehlung Luthers wurde er 1544 als Superintendent nach Zerbst vermittelt. Nachdem er am 25. April 1544 zum Doktor der Theologie promoviert hatte, wurde er von Bugenhagen für sein Amt ordiniert. Als Anhänger von Melanchthon hatte er jedoch in Zerbst einen schweren Stand und musste sich nach dem Tod Luthers Angriffen der Gnesiolutheraner erwehren. Dennoch hinterließ er im Fürstentum Anhalt-Zerbst eine Spur. Das Land schlug einen eigenen philippistischen Weg ein, dessen Grundlagen Fabricius gelegt hatte.

## Werkauswahl
- Institutiones grammaticae in linguam sancta. Köln 1528, 1531.
- Articuli pro evangelica doctrina. Köln 1531.
- Tabulae duae, de nominibus Hebraeorum una, altera de verbis. Basel 1545.